# 초과 판매
초과 판매(overselling, 오버셀링) 또는 초과 예약(overbooking, 오버부킹)은 변동성이 큰 상품이나 서비스를 실제 공급량을 초과하여 판매하는 것이다. 초과 판매는 여행 및 숙박 부문에서 흔한 관행으로 일부 사람들이 취소할 것으로 예상된다. 이러한 관행은 일부 구매자가 자신에게 부여된 자원을 모두 소비하지 않거나 일부 구매자가 취소할 것이라고 판매자가 예상하는 의도적인 비즈니스 전략으로 발생한다. 초과 판매 관행은 사용 가능한 공급량을 100% 사용하여 최대 투자 수익을 얻는 것을 목표로 한다. 그러나 판매자가 예상한 것보다 더 많은 고객이 판매된 상품을 구매하거나 사용하려는 경우 일부 고객은 기대했던 서비스가 부족할 수 있다.
초과 예약은 많은 국가와 산업에서 규제되며(금지되는 경우는 거의 없음), 이를 실행하는 기업은 종종 시장 경쟁으로 인해 고객이 구매를 하지 않도록 유도하기 위해 고객에게 막대한 보상을 제공하도록 요구되거나 강요된다.
초과 예약에 대한 대안은 소비자가 실제로 사용할 의도가 없는 서비스를 구매하지 않도록 하는 것이다. 이는 저비용 항공사와 철도의 일반적인 관행인 환불 불가 예약을 설정하거나 서비스에 대한 권리를 취소하려는 고객에게 종료 수수료를 지불하도록 요구함으로써 이루어질 수 있다.

## 같이 보기
- 채무불이행